# Fire Island

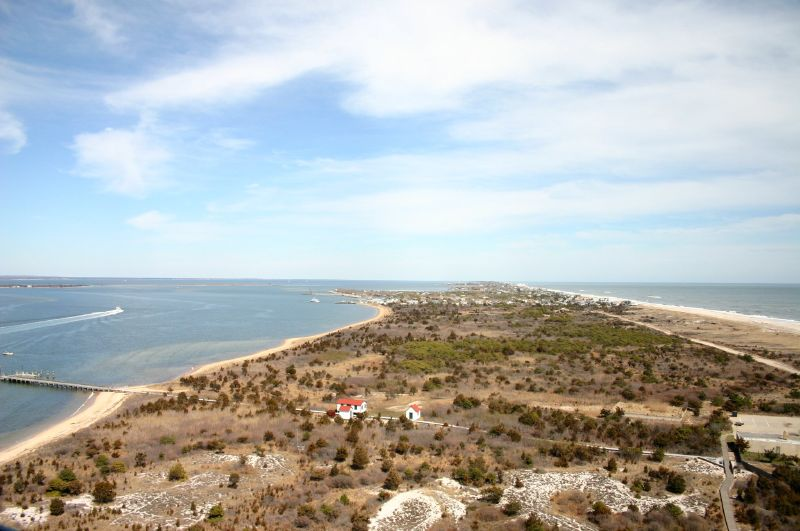
Fire Island, utsikt från öns fyrtorn.

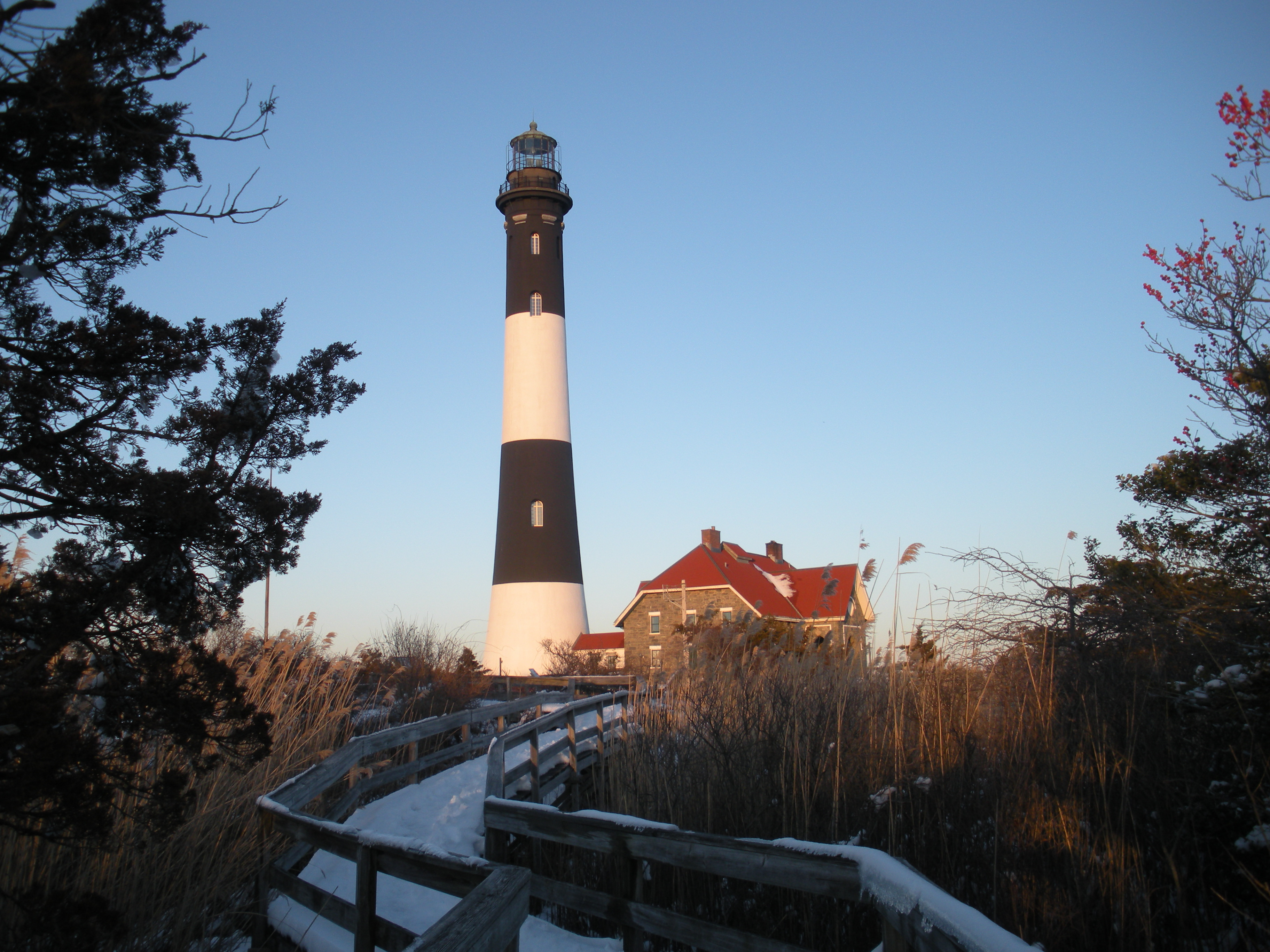
Fire Islands fyrtorn.

Fire Island är den centrala långsmala ön i vad som kallas Outer Barrier söder om Long Island, New York, USA. Väster om Fire Island ligger Jones Beach Island, och till öster Westhampton Island. Havsområdet mellan Long Island och Fire island kallas Great South Bay. Ön kan nås via bil vid sina två ändar, dels från Robert Moses Causeway i väst och från William Floyd Parkway från öst. Stora delar av ön klassas som "National Seashore", under ansvar av myndigheten National Park Service. Under orkanen Sandy 2012 delades ön i två delar.
Varifrån ön fått sitt namn är inte helt känt. Den amerikanska urbefolkningen kallade ön Sictem Hackey, som översattes till "Secatogues land". Secatogues var en urinvånarstam i området för den nuvarande staden Islip. Det var en del av det som också kallades "Seal Islands". Namnet Fire Island förekommer med säkerhet första gången 1789.
Ön har en bofast befolkning på några hundra personer, men under sommarmånaderna ökar befolkningen och den är ett populärt turistmål. En av öns kändaste sevärdheter är dess fyrtorn som byggdes 1858. Tornet sköttes fram till 1974 av USA:s kustbevakning. Sedan 2006 sköts tornet av den privata föreningen Fire Island Lighthouse Preservation Society.